# Соколов, Виктор Фёдорович
Ви́ктор Фёдорович Соколо́в (21 ноября 1928, Москва — 7 августа 2015, Санкт-Петербург) — советский и российский актёр театра и кино, режиссёр кино и дубляжа, сценарист. Заслуженный деятель искусств РСФСР (22 мая 1987). Был супругом балерины и педагога Людмилы Ковалёвой.

## Биография
Родился 21 ноября 1928 года в Москве. В 1951 году окончил актёрский факультет ГИТИСа (мастерская И. Раевского). Служил актёром в Центральном театре транспорта, в Театре им. Маяковского. Дебютировал в кино в 1952 году, снявшись в одной из главных ролей в картине «Навстречу жизни» вместе с Надеждой Румянцевой (для неё это также была первая роль). В 1960 году окончил режиссёрский факультет ВГИКа (мастерская С. Герасимова, Т. Макаровой).
С 1960 года работал на киностудии «Ленфильм». В 1965 году снял фильм «Друзья и годы» по сценарию Л. Зорина. Фильм вызвал официальное неприятие и подвергся купюрам при выходе в прокат, но кинематографисты и зрители оценили фильм, его новаторские стороны: полифоническое ведение диалога, необычный монтаж. Алексей Герман, перефразировав известное изречение о том, что все русские писатели вышли из рукава гоголевской «Шинели», заявил, что кинематографисты — из картины «Друзья и годы».

Сила картины в том, что она вся построена на парадоксальных ходах, так же как это происходит в жизни. Так, в картине один друг предаёт другого, и всё-таки вызревает идея, что дружба существует! […]
Важно, что картина не замыкается на контексте времени, история впитана в героев. Это искренний документ времени.

Я не снял ни одного кадра без влюблённости в Родину.— режиссёр Виктор Соколов, «Это было недавно, это было давно» (записала Елена Петрова) // Кадр. 1991. № 6
Умер 7 августа 2015 года в Санкт-Петербурге. Похоронен на Смоленском кладбище.

## Фильмы

### Режиссёр
- 1960 — До будущей весны
- 1962 — Когда разводят мосты
- 1965 — Друзья и годы
- 1967 — День солнца и дождя
- 1969 — Голубой лёд
- 1972 — Моя жизнь (совм. с Г. Никулиным)
- 1973 — Здесь наш дом
- 1975 — Дожить до рассвета (совм. с М. Ершовым)
- 1980 — Я — актриса
- 1982 — Родителей не выбирают
- 1985 — Встретимся в метро
- 1988 — Предлагаю руку и сердце
- 1991 — Сократ
- 1995 — Гераковы (совместно с В. Радевым)

### Сценарист
- 1970 — Африканыч — совм. с Арнольдом Витолем
- 1972 — Моя жизнь
- 1975 — Дожить до рассвета — совм. с Василем Быковым
- 1976 — Город. Осень. Ритм (музыкальный)
- 1985 — Встретимся в метро — совм. с Альбиной Шульгиной

### Актёр
- 1952 — «Навстречу жизни», Ленфильм — Паша
- 1960 — «И снова утро» — Курков
- 1964 — «Товарищ Арсений» — исправник Шрегель
- 1967 — «Николай Бауман» — эпизод

## Tеатральные работы
- 1967 — «Все флаги в гости будут к нам» (ревю для открытия Ленинградского балета на льду). Балетмейстер — К. Боярский
- 1965 — либретто балета «Жемчужина» Н. Симонян (по повести Джона Стейнбека). Кировский театр. Балетмейстер — К. Боярский
- 1967 — либретто балета «Гадюка» («История одной девушки») Я. Вайсбурда (по Алексею Толстому). Малый театр оперы и балета. Балетмейстер К. Боярский
- 1981 — либретто балета «Ангара» (по А. Арбузову). Поставлен в Большом театре СССР, удостоен Государственной премии. Балетмейстер Юрий Григорович. Поставлен в Кировском театр. Балетмейстер — В. Бударин. Поставлен также в Риге, Куйбышеве, Воронеже, Праге и Софии.

## Призы и премии
- 1973 — V ВФТФ — Премия за изобразительное решение фильма (фильм «Моя жизнь»)
- 1974 — VII ВКФ — Поощрительный диплом фильму и Приз нефтяников Каспия (фильм «Здесь наш дом»)
- 1983 — XVI ВКФ — Диплом жюри (фильм «Родителей не выбирают»)